# Seyval blanc
Сейвал-блан (або гібрид Сейв-Віллар номер 5276) — гібридний винний сорт винограду, який використовується для виготовлення білих вин. Його ліани дозрівають рано, є урожайними і підходять для досить прохолодного клімату. Сейвал-блан вирощують переважно в Англії на східному узбережжі США (зокрема в регіоні Фінгер-Лейкс у північній частині штату Нью-Йорк, регіонах в Огайо та Вірджинії), на північному заході Тихого океану (Орегон),) також меншою мірою в Канаді. Сейвал Блан був створений або Бертіль Сейв, або його зятем Віллардом як гібрид із Сейбел 5656 та Район д'Ор (Сейбель 4986) і був використаний для створення гібридного винограду Сен-Пепін. Сейв та Вільяр використовували ту саму техніку розмноження виноградних лоз Rayon d'Or x Seibel 5656 для виведення винограду Seyval noir для червоного вина.
Оскільки він містить деякі гени не-вініфер, влада ЄС забороняє виробництво вина з цього сорту, що стало проблемою конфлікту з англійською виноробною промисловістю.

## Винні стилі
Сейвал Блан має характерні цитрусові елементи в ароматі та смаку, а також мінеральність, яку можна порівняти з білою бургундською. Хороші результати дає витримка у дубі і та проходження стадії яблучно-молочного бродіння.

## Синоніми
Seyval blanc відомий під синонімами Seival, Seyval, Seyve Villard 5-276, Seyve Villard 5276 та SV 5276.